# Tunguski jezici
Tunguski jezici, skupina danas nepriznatih altajskih jezika kojima se služe tunguska plemena s istoka Rusije i sjeveroistočne Kine. Ova skupina obuhvaća (12) jezika a dijeli se na sjevernu i južnu podskupinu.
a. Sjeverni (4), Rusija, Kina: 
a1. Even (1) Rusija: even (evenski, lamutski),
a2. Evenki (2) Kina: evenki, oroqen (oročenski, oročonski, olunčunski).
a3. Negidal (1) Rusija: negidal.
b. Južni (8) Rusija, Kina:  
b1. Jugoistočni (5):
a. Nanaj (3): nanai (goldski), orok (oročki), ulč.
b. Udihe (2): oroč, udihe.
b2. Jugozapadni (3): džurdžijanski (džurčen), mandžurski, xibe.

## Vanjske poveznice
- Ethnologue (14th)
- Ethnologue (15th)